# Imre Gedővári
Dans le nom hongrois Gedővári Imre, le nom de famille précède le prénom, mais cet article utilise l’ordre habituel en français Imre Gedővári, où le prénom précède le nom.
Imre Gedővári (né le 1er juillet 1951, et mort le 22 mai 2014) est un escrimeur hongrois. Il participe aux Jeux olympiques d'été de 1980 et aux Jeux olympiques d'été de 1988 dans les épreuves de sabre. En 1980, il remporte la médaille de bronze dans l'épreuve du sabre individuel ainsi que dans l'épreuve du sabre par équipe. En 1988, il remporte le titre olympique dans l'épreuve du sabre par équipe. Durant sa carrière, il est également sacré à trois reprises champion du monde par équipe (1978, 1981, 1982).

## Palmarès

### Jeux olympiques
- Jeux olympiques de 1980 à Moscou,  Union soviétique
  -  Médaille de bronze (sabre individuel).
- Jeux olympiques de 1980 à Moscou,  Union soviétique
  -  Médaille de bronze (sabre par équipe).
- Jeux olympiques de 1988 à Séoul,  Corée du Sud
  -  Médaille d'or (sabre par équipe).